# Mama (canción de Genesis)
"Mama" fue el primer sencillo del grupo británico Genesis perteneciente a su álbum epónimo de 1983. Para evitar confusión con su título, al álbum generalmente se lo suele llamar Mama, por ser esta la primera canción del mismo. A la canción se la reconoce instantáneamente por su introducción característica de caja de ritmos que fue programada por Mike Rutherford. Es recordada por muchos seguidores del grupo por la risa siniestra de Phil Collins.

## Origen
La letra tratan sobre un joven que tiene una relación particular con una prostituta. En el DVD The Genesis Songbook, el productor de la banda durante este período, Hugh Padgham, revela que la inspiración para esa risa provino de la canción The Message, del pionero de la música rap Grandmaster Flash.
Collins opina en una entrevista acerca de la canción: Nuestro mánager, cuando la oyó por primera vez, pensó que se trataba del aborto, creía que retrataba en cierta forma el sentimiento del feto, diciéndole a la madre Por favor dame una oportunidad, ¿no puedes sentir mi corazón?, no desaproveches mi última oportunidad. Todas esas letras están en la canción pero en realidad, se trata de un joven adolescente que tiene una fijación de madre en una prostituta que acaba de conocer de pasada. Tiene este sentimiento tan fuerte hacia ella, y no comprende por qué ella no está interesada en él. Es un poco como Niven en " The Moon's a Balloon", no se si hayas leído este libro, pero se trata de un joven cadete de un colegio, conoce a esta prostituta de 45 años y pasa un gran momento con ella. Él es especial para ella pero definitivamente no pueden ir más lejos de lo que han llegado y la canción trata sobre eso, con algunos tonos siniestros.

## Video
El video promocional de la canción esencialmente representa el contenido de la letra. Muestra a Phil cantándole a una mujer misteriosa, mientras Tony Banks y Mike Rutherford tocan sus instrumentos en segundo plano. Una escena memorable muestra a un Collins de apariencia extremadamente malvada entre las sombras, con su cara iluminada en una luz verde, mientras recrea su risa siniestra. En las actuaciones en vivo, se utilizarían luces blancas o amarillas desde abajo del escenario para que Collins pudiera recrear estas risas al colocarse sobre ellas.

## Versiones
Hay por lo menos tres grabaciones de estudio diferentes de "Mama":
1. La versión original que se encuentra en el álbum (de 6:47 minutos de duración).
2. La versión completa (de 7:28 minutos de duración, la cual fue lanzada en un sencillo acompañada de la canción "It's Gonna Get Better", también de este mismo álbum).
3. Una versión muy modificada (de 5:18 minutos de duración que también fue publicada como sencillo).

Una versión en vivo aparece en el álbum "The Way We Walk, Volume One: The Shorts" de 1992. Además existe una grabación de la misma, tomada durante las sesiones de grabación del álbum y referida como "un trabajo en progreso"; se incluye al final del tercer disco del álbum "Genesis Archive 2: 1976-1992".

## Otros datos
- La canción fue interpretada por la banda de power metal brasileña Angra y fue publicada en su EP "Hunters And Prey" de 2002.
- El ilusionista David Copperfield utilizó la canción durante uno de sus segmentos en el escenario.
- "Mama" también fue utilizada en un episodio de la serie televisiva norteamericana Magnum P.I. Esta serie fue transmitida en la década del '80 y contaba con la actuación de Tom Selleck.
- "Mama" fue la primera canción de Genesis en ser transmitida por la cadena televisiva MTV.
- Genesis volvió a interpretar la canción en su gira reunión de 2007 "Turn It On Again", pero se le bajó una nota para compensar la voz de Collins con el paso de los años. La versión en vivo de esta gira se incluye en el álbum doble Live Over Europe 2007.
- La canción puede ser escuchada en el videojuego de Rockstar Grand Theft Auto IV en la emisora Liberty Rock Radio

- Datos: Q2044719